# Cẩm Vũ
Cẩm Vũ là một xã thuộc huyện Cẩm Giàng, tỉnh Hải Dương, Việt Nam.
Xã Cẩm Vũ nằm phía bắc huyện Cẩm Giàng với diện tích hành chính là 490,55 ha, được chia làm 03 thôn, dân số 8.133 người. Có một làng nghề truyền thống, 01 khu di tích được công nhận là di tích Quốc gia đặc biệt, 02 khu di tích được công nhận là di tích cấp Quốc gia, 01 khu di tích được công nhận là di tích cấp tỉnh. Đời sống nhân dân ngày càng nâng cao, ngành nghề chủ yếu là nông nghiệp và bán công nghiệp, mức thu nhập bình quân đầu người năm 2019 là 51,2 triệu đồng, nhu cầu việc làm tại các doanh nghiệp trong và ngoài nước, xuất khẩu lao động sang một số nước ngày càng tăng.
Năm 2018, xã đã được UBND tỉnh Hải Dương ra quyết định công nhận xã đạt chuẩn nông thôn mới. Đây là thành quả lớn lao thể hiện sự nỗ lực phấn đấu không ngừng của đảng, chính quyền và toàn thể nhân dân trong xã. Hiện xã đang tiếp tục đầu tư, phát triển phấn đấu đạt chuẩn nông thôn mới nâng cao vào cuối năm 2021.

### Làng nghề nấu rượu truyền thống Phú Lộc
Làng Phú Lộc, xã Cẩm Vũ, huyện Cẩm Giàng, tỉnh Hải Dương là một trong những nơi sản xuất rượu vào hàng lớn nhất miền Bắc. Cẩm Vũ hiện có hơn 250 hộ sản xuất, kinh doanh rượu, trong đó, Phú Lộc có tới 200 hộ sản xuất rượu quanh năm. Trung bình, mỗi ngày, một hộ gia đình tại Phú Lộc nấu 20 lít rượu. Một ngày, làng rượu 300 năm tuổi này sản xuất 4.000 lít rượu.